# Qullissat
Qullissat (gammel stavemåde: (Q)Kutdligssat) er en nu nedlagt by i Grønland. Byen, som engang var en af Grønlands største byer, ligger på nordøstsiden af øen Qeqertarsuaq (samme som Disko) i Vestgrønland.

## Historie
Byen opstod, da den danske stat i 1924 besluttede at etablere en kulmine, som kunne forsyne Grønland med egne kul. Efter Anden Verdenskrig begyndte man at anse den for urentabel i forbindelse med at olie blev det foretrukne brændstof frem for kul. I 1968 besluttede Folketinget og Grønlands Landsråd at nedlægge minen, Kongelige Grønlandske Handels butikker samt alle offentlige tjenester, såsom skole, politi, sygehus, telegrafstation osv. I 1972 blev minen, og dermed byen, endeligt lukket, og den del af befolkningen, som ikke var flyttet frivilligt, blev tvangsforflyttet til andre grønlandske byer, hvilket havde alvorlige sociale konsekvenser for mange af de fraflyttede familier. Dokumentarfilmen Da myndighederne sagde stop fra samme år, handler om nogle af indbyggernes situation ved nedlæggelsen af kulminen, og dermed hele byen.
Efter dette har byen henligget som spøgelsesby. Nogle huse har til tider været lejet ud, men der bruges ingen offentlige penge til nogen form for vedligeholdelse. Den ligger i Qeqertarsuaq Kommune, som dog ikke har noget egentligt ansvar for byen, da den ligger uden for både by- og landdistriktszoner i kommunen. Det betyder, at byen ikke kan blive brugt til turisme.
Kuupik Kleist voksede op i byen.

### Tsunamier
Qullissat har været ramt af tre tsunamier i forbindelse med historiske fjeldskred i området. 15. december 1952 blev byen ramt af en tsunami på 2-2,5 meter på grund af et skred ved fjeldet Niiortuut på Nuussuaq halvøen. Maj-juni 1996 var tsunamien på 2 meter og var forårsaget af et skred ved fjeldet Paatuut, også på Nuussuaq. Den 21. november 2000 ramte en tsunami på 12 meter, igen i forbindelse med et skred ved Paatuut. Tsunamien nåede over 100 meter ind over land og ville sandsynligvis have forårsaget mange dødsfald, såfremt byen stadig havde været beboet.

## Galleri
- Vandværket i Qullissat, som det ser ud i dag.
- Qullissat Kirke, der er blevet flyttet til Illulissat.